# San Bartolomé de Pinares
San Bartolomé de Pinares è un comune spagnolo di 720 abitanti situato nella comunità autonoma di Castiglia e León.